# Brattholmen (Øygarden)
Ne doit pas être confondu avec Brattholmen.
Brattholmen est une île dans le landskap Sunnhordland du comté de Vestland. Elle appartient administrativement à Øygarden.

## Géographie
Rocheuse et couverte d'arbres, elle s'étend sur environ 256 m de longueur pour une largeur approximative de 152 m.  